# Briggate
Briggate é a principal rua comercial pedonal no centro da cidade de Leeds, Inglaterra.

## História
O nome de Briggate vem de brycg, o inglês antigo para ponte e gata, o nórdico antigo para um caminho ou uma rua.  É a estrada que leva ao norte da Leeds Bridge, o ponto de passagem mais antigo do Rio Aire, e a rua principal de Leeds desde sua formação como um bairro em 1207. 